# Thomas W. Hardwick

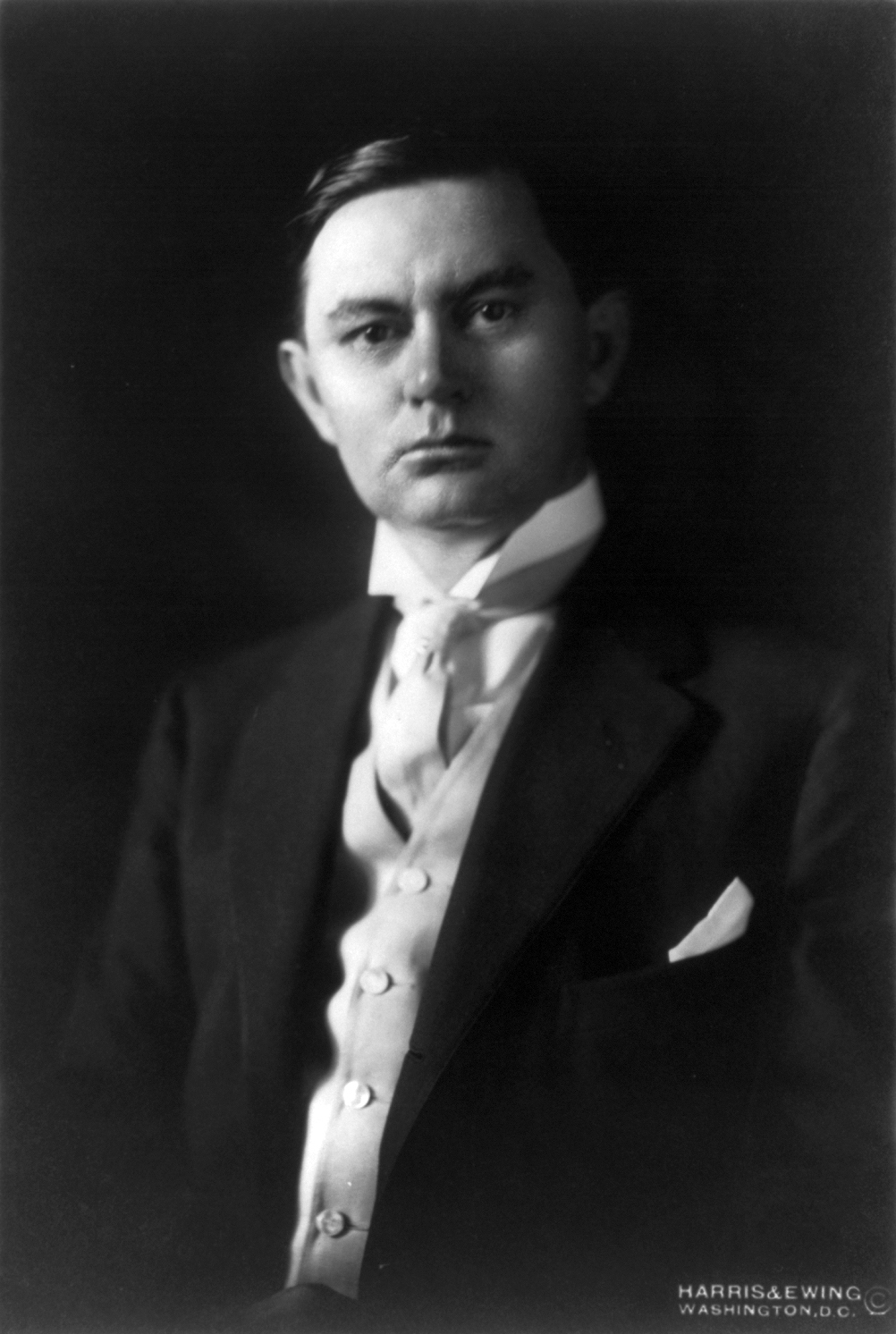
Thomas Hardwick

Thomas William Hardwick (* 9. Dezember 1872 in Thomasville, Thomas County, Georgia; † 31. Januar 1944 in Sandersville, Georgia) war ein US-amerikanischer Jurist und Politiker. Von 1921 bis 1923 war er Gouverneur des Bundesstaates Georgia. Außerdem war er Abgeordneter in beiden Häusern des Kongresses der Vereinigten Staaten.

## Frühe Jahre und politischer Aufstieg
Der junge Thomas Hardwick studierte zunächst an der Mercer University in Macon und dann an der University of Georgia Jura. Nach erfolgreichem Abschluss des Studiums 1893 wurde er in Georgia als Rechtsanwalt zugelassen. Von 1893 bis 1895 war er als Rechtsanwalt tätig, ehe er für das Washington County Bezirksstaatsanwalt wurde. Seit 1897 war er politisch aktiv. In diesem Jahr wurde er in das Repräsentantenhaus von Georgia gewählt, in dem er vier Jahre bleiben sollte. Dann bewarb er sich erfolgreich um einen Sitz im Repräsentantenhaus der Vereinigten Staaten. Dort vertrat er bis 1914 die Interessen seines Wahlbezirks. Als 1914 US-Senator Augustus Octavius Bacon im Amt verstarb, wurde Hardwick zu dessen Nachfolger im Senat gewählt. Für die nächsten fünf Jahre verblieb er im Senat, wo er, obwohl ebenfalls Demokrat, ein Kritiker der Politik von Präsident Woodrow Wilson wurde. Insbesondere war er gegen den amerikanischen Kriegseintritt. 1918 wurde er dann nicht mehr in den Senat gewählt. Im Frühjahr 1919 war er neben anderen Zielpersonen und Gruppen Opfer einer Briefbombenattacke. Er selbst blieb unverletzt, aber seine Haushaltshilfe, die den Brief öffnete, wurde verwundet. Diese Anschläge wurden von US-Justizminister Alexander Mitchell Palmer dann zum Anlass für großangelegte Razzien gegen vor allem russische Einwanderer genommen, die man als Kommunisten für die Anschläge verantwortlich machte. Diese Razzien gingen als Palmer Raids in die amerikanische Geschichte ein.

## Gouverneur von Georgia
1920 bewarb sich Hardwick um das Amt des Gouverneurs. Mit Hilfe des Ku-Klux-Klans gelang es ihm, seinen innerparteilichen Gegner Clifford Walker zu besiegen. Damals hatte die Demokratische Partei in Georgia die absolute Mehrheit. Die Republikaner spielten keine Rolle und waren seit Jahrzehnten chancenlos. Daher war die innerparteiliche Ausscheidung bei den Demokraten praktisch gleichbedeutend mit dem Wahlsieg. Nach seiner Wahl entpuppte sich Hardwick liberaler als erwartet. Er distanzierte sich vom Ku-Klux-Klan und betrieb eine Gefängnisreform. Unter anderem wurde das Auspeitschen der Häftlinge verboten. Ein anderes Ziel war der Ausbau der Straßen in Georgia. Zu diesem Zweck führte er eine Mineralölsteuer ein, mit der das Projekt finanziert wurde. Bekannt wurde Gouverneur Hardwick auch durch die Ernennung von Rebecca Latimer Felton zur US-Senatorin. Sie war damit die erste Frau, die jemals in den US-Senat einzog; allerdings hatte sie dieses Amt nur einen Tag inne.
1922 bewarb sich Hardwick um seine Wiederwahl. Inzwischen zeigte sich aber, wie stark der Ku-Klux-Klan in Georgia zu jener Zeit war. Sein Gegner von 1920, Clifford Walker, hatte sich inzwischen mit dieser radikalen Gruppierung verbündet. Das führte zur Abwahl von Gouverneur Hardwick.

## Lebensabend und Tod
Im Jahr nach seinem Ausscheiden war Hardwick im US-Justizministerium beschäftigt. 1924 scheiterte sein Versuch, noch einmal in den Senat gewählt zu werden. 1932 scheiterte er bei einem erneuten Versuch, die Gouverneurswahlen von Georgia zu gewinnen, bereits in den Vorwahlen. Bis zu seinem Tod war er als Rechtsanwalt tätig. Einer seiner Mandanten war auch der sowjetische Botschafter in den USA. In diesem Zusammenhang spielte Hardwick eine bedeutende Rolle bei der Anerkennung der Sowjetunion durch die amerikanische Regierung.
Hardwick war seit 1894 mit Maude Perkins verheiratet, mit der er eine Tochter hatte. Nach dem Tod seiner Frau im Jahr 1937 heiratete er Sally Warren West.